# Ботанический сад в Пуатье
Ботанический сад в Пуатье (фр. Jardin des Plantes de Poitiers)  — ботанический сад и муниципальный парк, занимающий площадь 1,5 гектара. Расположен в городе Пуатье, столице региона Пуату-Шаранта, по адресу rue du Jardin des Plantes, 1. Открыт ежедневно для свободного входа.
Самый первый Ботанический сад в Пуатье был основан в 1621 году Паскалем Ле Коком, деканом медицинского факультета. Сад перемещали 8 раз прежде чем в 1869 году его устроили на месте центральной больницы, где он и находится в настоящее время.
Сегодня парк обустроен как пейзажный парк c извилистыми тропами, который также имеет пруд, водопад и грот. В парке представлены более сотни разновидностей деревьев и кустарников, среди которых есть интересные разновидности атласского кедра, гималайского кедра, хурмы, Гинкго, каменного дуба, пирамидального дуба, гигантской секвойи и болотного кипариса.
Ботанический сад был создан по инициативе профессоров медицины для обучения студентов. Он содержит 30 грядок (площадью 1700 м²) с маркированными растениями, окруженных более крупной огороженной коллекцией растений (4800 м²). В тропической теплице (200 м²), построенной заново в 1994 году, высажено 145 растений, среди которых есть Бромелиевые, кактусы и несколько видов орхидей.

## Также смотрите
- Перечень Ботанических садов Франции